# O geral
O geral é uma expressão utilizada pelo filósofo Sören Kierkegaard para designar a moral, ou seja, todo comportamento universalizável, toda forma de agir que possui respaldo e concordância em uma determinada sociedade e seus costumes. 
O indivíduo do estádio ético é aquele que vive de acordo com o geral, aquele que vive de acordo com as regras morais da sociedade a qual pertence, enquanto que o indivíduo do estádio religioso é aquele cuja existência não se norteia mais pelas regras comuns, mas sim pela relação absoluta com o Absoluto (Deus), é aquele que se tornou exceção. 
Os imperativos éticos que formam o geral e que regem a vida coletiva não determinam mais o agir do homem religioso, pois este assumiu a sua individualidade perante o Absoluto, seu agir é um agir perante Deus e não perante a sociedade. Para ele a Lei Civil nada vale perto das Leis de Deus.
O filósofo dinamarquês defendia que Abraão representa a figura máxima do homem religioso, do homem que se opôs ao geral, uma vez que ao aceitar a ordem de Deus para sacrificar seu próprio filho (Isaac) Abraão não estava preocupado em violar uma regra do geral (não cometer assassinato), mas sim em cumprir uma ordem de Deus (sacrificar seu filho, Issac).
Para o indivíduo do estádio ético o que Abraão cometeria seria assassinato, mas para o do estádio religioso Abraão cumpriria a vontade de Deus. No último instante, Deus poupa Abraão de sacrificar seu filho.
Kierkegaard considera que o Paradoxo do Cristianismo consiste neste estado inconciliável entre a vida ética (o geral) e a vida religiosa (a exceção).